# Hrvaški dinar
Hrvaški dinar (ISO 4217: HRD) je bil kot začasno zakonito plačilno sredstvo uveden ob koncu leta 1991 kot zamenjava za jugoslovanski dinar, pri čemer je bilo razmerje med valutama ob zamenjavi 1:1. Hrvaški dinar je bil v uporabi na ozemlju Republike Hrvaške z izjemo samooklicane države Srbske republike Krajine, ki je v tem obdobju obstajala na delu hrvaškega ozemlja.
V hrvaških dinarjih ni bilo izdaj kovancev, ampak samo izdaje bankovcev. Prvi dinarji z nominalnimi vrednostmi 1, 5, 10, 25, 100, 500 in 1.000 dinarjev so bili natisnjeni 8. oktobra 1991. 15. januarja leta 1992 so bili izdani še bankovci za 2.000, 5.000 in 10.000 dinarjev, 30. maja 1993 pa še za 50.000 in 100.000 dinarjev. Na prednji strani dinarjev je bila podoba Ruđera Boškovića, na zadnji strani pa je bila pri vrednostih od 1 do 1.000 dinarjev slika zagrebške katedrale, na ostalih pa slika Meštrovićeve skulpture "Zgodovina Hrvatov". 
Na hrvaški dan državnosti, 30. maja 1994, je Hrvaška ta denar zamenjala za sedanjo valuto – kuno, pri čemer je bilo uporabljeno menjalno razmerje 1000 hrvaških dinarjev za 1 kuno.